# Арнефрит
Арнефрит (Арнефрид, Амефрит; лат. Arnefrit; погиб в 660-х годах) — герцог Фриуля в первой половине 660-х годов.

## Биография
Единственным повествующем о герцоге Арнефрите нарративным источником является «История лангобардов» Павла Диакона.
Арнефрит был сыном правителя Фриульского герцогства Лупа. Его отец попытался захватить власть над Лангобардским королевством, когда король Гримоальд в 663 году воевал с византийцами вблизи Беневенто. Однако попытка Лупа узурпировать престол оказалась безуспешной, и вскоре он погиб в сражении с аварами, союзниками лангобардского короля. Несмотря на то, что авары пришли во Фриуль по приглашению Гримоальда, они сильно разорили герцогство, и королю стоило большого труда убедить их возвратиться к себе на родину.
После гибели отца Арнефрит попытался унаследовать его владения, но при приближении к Чивидале-дель-Фриули войска короля Гримоальда бежал в «Карнунт», идентифицируемый с землями карантанских славян. Так как те были врагам как аваров, так и лангобардов, Арнефрит смог заручиться поддержкой их вождей. Надеясь возвратить себе власть над Фриульским герцогством, он выступил со славянским войском в Италию. Однако около крепости Нимис Арнефрит был убит фриульцами из числа сторонников Гримоальда.
На основании текста «Истории лангобардов» Павла Диакона невозможно точно датировать упоминавшиеся в ней события, связанные с Арнефритом. По мнению одних современных исследователей, герцог Луп пал в сражении с аварами в 663 году, а вскоре (вероятно, в этом же году) погиб и Арнефрит. Согласно другому предположению, гибель Лупа датируется 664 годом, после чего Арнефрит несколько лет провёл в землях славян и был убит фриульцами только в 666 году.
По повелению короля Гримоальда новым герцогом Фриуля был поставлен Вехтари, который, возможно, и возглавлял фриульцев, нанёсших поражение Арнефриту и его союзникам славянам. По одному мнению, это назначение было сделано сразу же после бегства Арнефрита к славянам, по другому, уже после гибели Арнефрита. Сестру Арнефрита, Теудераду, король Гримоальд выдал замуж за своего сына Ромуальда I. Возможно, этот брак был призван обеспечить лояльность фриульской знати новому герцогу.